# Pavane (Fauré)
Pour les articles homonymes, voir Pavane (homonymie).
La Pavane op. 50 en fa dièse mineur est une œuvre en un mouvement pour petit orchestre symphonique avec chœur ad libitum. Composée par Gabriel Fauré en 1887, dans la même veine que le chant Clair de lune, elle est l'une des pièces les plus appréciées de Fauré, en raison de son extrême délicatesse.

## Historique
Tout comme son Clair de lune, la découverte du poète Paul Verlaine a beaucoup inspiré Gabriel Fauré.
La partition originale de 1887 est écrite pour un petit orchestre comprenant deux flûtes, deux hautbois, deux clarinettes, deux bassons, deux cors et les cordes. Selon une lettre de Fauré, la Pavane aurait été jouée dans une série de concerts donnés par Jules Danbé, mais il n'est pas certain que l'exécution ait été tenue.
La Pavane est dédiée à la comtesse  Elisabeth Greffulhe. Elle constitue un véritable « portrait musical » de la comtesse, célèbre pour sa beauté, son élégance et sa démarche aérienne, que Fauré appelait « Madame ma Fée ». 
Cependant, sur les conseils de cette comtesse, Fauré a demandé un texte pour chœur mixte (sopranos, altos, ténors et basses), adapté à cette composition, à Robert de Montesquiou-Fezensac, cousin de la comtesse et lui-aussi admirateur de Verlaine. L'objectif était de réaliser l'esprit de Verlaine, présenté dans les Fêtes galantes.
Cette version avec voix a été créée le 28 avril 1888, lors d'un concert dans le cadre de la Société nationale.  
La première exécution sans chœur a lieu le 25 novembre 1888 par les Concerts Lamoureux sous la direction de Charles Lamoureux. 
La Pavane inspira la Pavane pour une infante défunte de Maurice Ravel, écrite alors qu'il était encore l'élève de Fauré au Conservatoire de Paris.

## Paroles
C'est Lindor ! c'est Tircis ! et c'est tous nos vainqueurs ! 

C'est Myrtil, c'est Lydé ! Les reines de nos cœurs ! 

Comme ils sont provocants, comme ils sont fiers toujours ! 

Comme on ose régner sur nos sorts et nos jours !
 

Faites attention ! Observez la mesure ! 

Ô la mortelle injure ! La cadence est moins lente ! 

Et la chute plus sûre ! Nous rabattrons bien leurs caquets ! 

Nous serons bientôt leurs laquais ! Qu'ils sont laids ! 

Chers minois ! Qu'ils sont fols ! Airs coquets ! 

Et c'est toujours de même ! Et c'est ainsi toujours ! 

On s'adore ! On se hait ! On maudit ses amours ! 

Adieu, Myrtil ! Églé ! Chloé ! Démons moqueurs ! 

Adieu donc et bons jours aux tyrans de nos cœurs ! 

Et bons jours !

## Adaptations au cinéma, jazz, rock et variété
Une interprétation vocale relativement libre a été chantée et dirigée par Bobby McFerrin sur l'album Paper Music enregistré avec l'Orchestre de chambre de Saint Paul en 1995.
C'est le leitmotiv du film Il divo de Paolo Sorrentino (2008), sur la vie de Giulio Andreotti, ainsi que dans La Maîtresse du président de Jean-Pierre Sinapi, et un moment fort du film belge Mr Nobody de Jaco Van Dormael (2010). La version chantée accompagne la fin de La Femme de mon frère de la réalisatrice québécoise Monia Chokri (2019).
Le thème a également été adapté en version cool jazz par Bill Evans sur l'album Bill Evans Trio with Symphony Orchestra (1966), par Xzibit dans une version rap dans sur l'album At the Speed of Life de 1996, et en style rock progressif par Jethro Tull sur l'album The Jethro Tull Christmas Album en 2003 ainsi que par l'organiste Brian Auger. Il a également été repris dans la chanson Natural du groupe S Club 7, sortie en 2000, Tous les maux d'amour de Norma Ray, Loin des yeux loin du cœur d'Alibi Montana en duo avec Diam's, ainsi que dans la chanson Little Me du groupe Little Mix dans leur album Salute sorti en 2013, ou encore Un'Anima d'Andrea Bocelli. Une version zouk love a même vu le jour grâce à la chanteuse antillaise Peggy avec son morceau Parle moi en 2010. En 2024, Patrick Fiori reprend le thème dans la chanson Tout commence aujourd'hui.
Dans un registre qui n'est plus celui de la reprise littérale mais celui de l'influence musicale, le compositeur français Saint-Preux s'est beaucoup inspiré de la Pavane pour créer son célèbre Concerto pour une voix en 1969. Plus récemment, le guitariste Joe Satriani s'en est inspiré pour son morceau instrumental Crowd Chant, qui figure sur l'album Super Colossal de 2006.
Le film de Monia Chokri, La Femme de mon frère, sorti en  2019, s'achève sur les relations apaisées entre le frère et la sœur, dans une poétique promenade en barque, au son de la Pavane dans la version avec le chœur de l’orchestre symphonique de Montréal sous la direction de Charles Dutoit.